# دانييل إمبريال
دانييل إمبريال (بالإسبانية: Daniel Imperiale)‏ (22 أبريل 1988 في الأرجنتين - ) هو لاعب كرة قدم أرجنتيني في مركز الوسط. لعب مع تيغري.

## روابط خارجية
- دانييل إمبريال على موقع قاعدة بيانات كرة القدم.إي يو (الإنجليزية)
- دانييل إمبريال على موقع Soccerway.com (الإنجليزية)